# Sociedade Harmonia de Santiago do Cacém
A Sociedade Harmonia de Santiago do Cacém, é uma associação recreativa, cultural e educativa, localizada no Centro Histórico de Santiago do Cacém.  
É considerada como sendo uma das mais antigas do país. A sua constituição foi formalizada em 1 de Dezembro de 1847   pelos seus fundadores, Agostinho de Vilhena e seus irmãos, Cipriano de Oliveira e José Beja da Costa.  

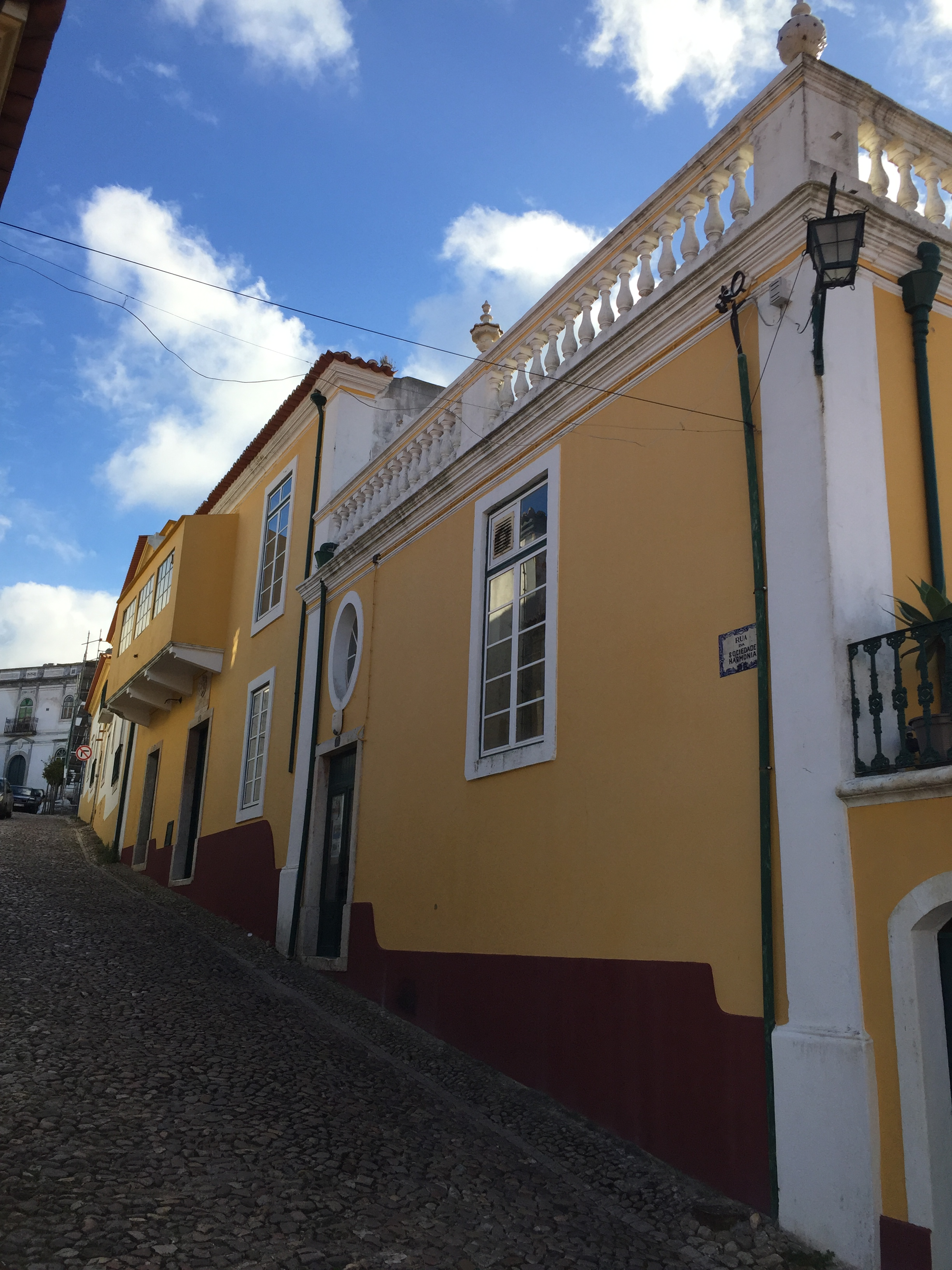
Fachada lateral da Sociedade Harmonia

A sua sede encontra-se localizada num edifício construído para o efeito na rua da Sociedade da Harmonia n.º3, 5 e 7. .                  